# Pronolagus saundersiae
Pronolagus saundersiae är en art i släktet rödkaniner som förekommer i södra Afrika. Den listades länge som underart till Smiths rödkanin (Pronolagus rupestris) men godkänns i nyare publikationer samt av IUCN som art.
Med en kroppslängd (huvud och bål) av 38 till 53,5 cm, en svanslängd av 5 till 11,5 cm och en vikt mellan 1,35 och 2,05 kg är Pronolagus saundersiae lika stor som andra rödkaniner. Jämförd med Smiths rödkanin har arten ett mindre huvud och kortare öron. Framfötterna är tydlig rödaktiga jämförd med bålens päls och på strupen förekommer en brun fläck.
Artens utbredningsområde sträcker sig över södra och östra Sydafrika samt över Lesotho och västra Swaziland. Habitatet utgörs av klippiga områden med kullar i landskapet fynbos eller i regioner med hed. Typiska växter tillhör proteasläktet (Protea), buddlejasläktet (Buddleja), klockljungssläktet (Erica) och olika grässläkten.
Individerna är nattaktiva och äter främst gräs.
Beståndet minskar något på grund av habitatförstöring. Pronolagus saundersiae är inte sällsynt och listas av IUCN som livskraftig (LC).